# Фиалка Лавренко
Фиа́лка Лавре́нко (лат. Viola lavrenkoana) — вид двудольных растений рода Фиалка (Viola) семейства Фиалковые (Violaceae). Впервые описан украинским ботаником Михаилом Васильевичем Клоковым в 1927 году.
Синоним — Viola cretacea Klokov.

## Распространение
Известна с Украины и из европейской части России. На территории России встречается в Хопёрском заповеднике.

## Ботаническое описание
Травянистое растение.
Листья простые.
Цветки с пятью лепестками, околоцветник зигоморфный или со шпорцем.
Плод — коробочка.

## Охранный статус
Занесена в Красные книги Донецкой, Луганской, Одесской и Херсонской областей Украины.